# Świat według Nohavicy

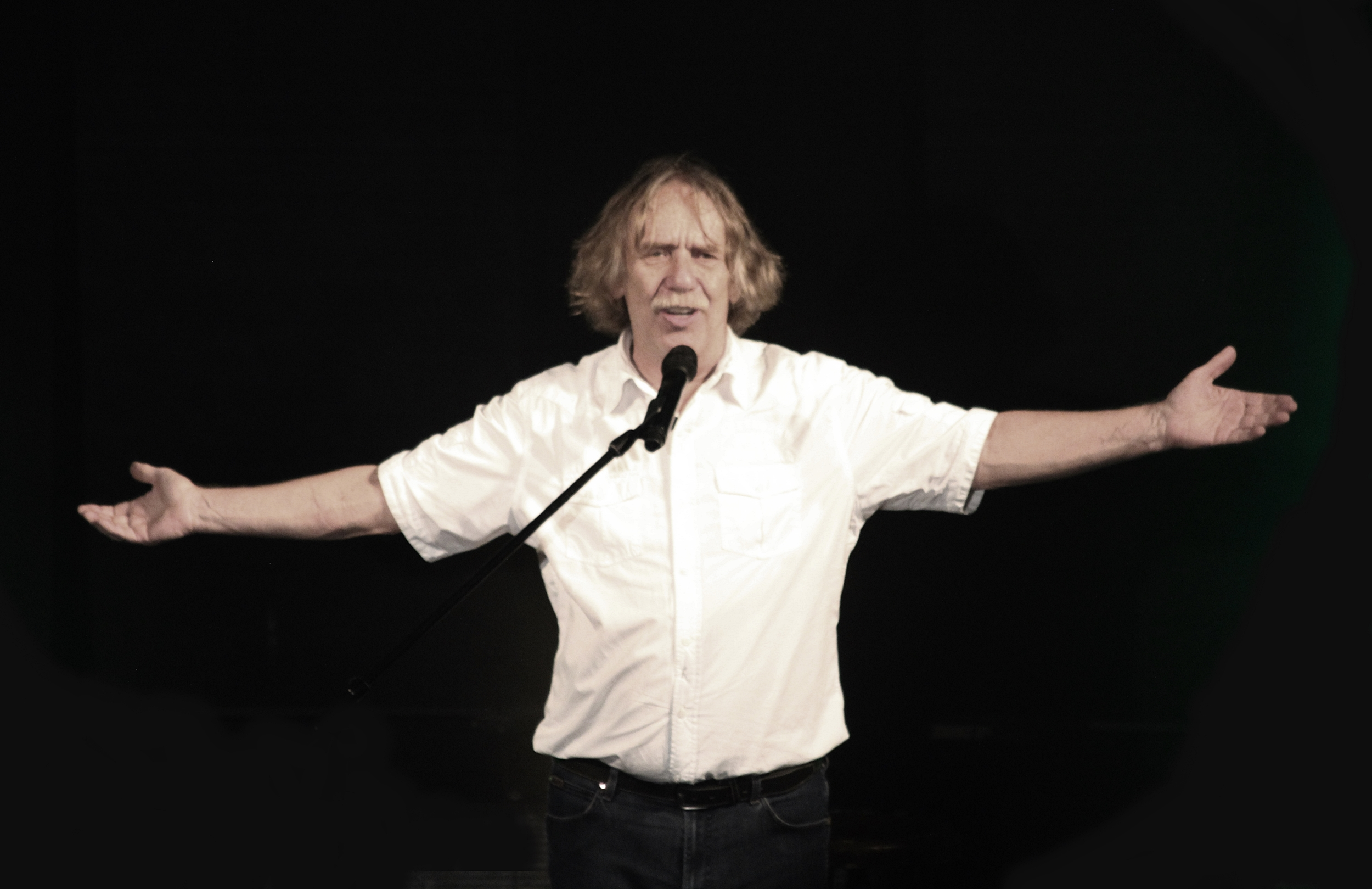
Jaromír Nohavica 2019

Świat wg Nohavicy [zapis oryginalny] – wydany pod koniec listopada 2008 dwupłytowy album studyjny zawierający utwory Jaromíra Nohavicy w polskich tłumaczeniach, w wykonaniu różnych artystów.
Nieoficjalnym opiekunem projektu oraz autorem większości (29 z 31) tłumaczeń był Antoni Muracki. Według jego słów, Świat według Nohavicy był „naturalną kontynuacją” projektu koncertowego Nohavica po polsku. Data premiery albumu powiązana była z trasą koncertową Jaromíra Nohavicy po Polsce, zaplanowaną na okres od 27 listopada do 2 grudnia 2008.
Prace nad albumem trwały niemal 3 lata. Nagrania realizowano w 5 studiach nagraniowych, z udziałem 21 wokalistek i wokalistów, 25 muzyków i 9 aranżerów. Jaromír Nohavica zaśpiewał tu (także po polsku) popularną piosenkę „Gdy odwalę kitę”, przygrywając sobie na heligonce.
W listopadzie 2009 płyta Świat według Nohavicy zdobyła w Polsce status złotej. Uroczyste wręczenie Złotych Płyt odbyło się 15 grudnia 2009 w Warszawskim klubie Traffic przy ul. Brackiej. Złote Płyty powędrowały do rąk Antoniego Murackiego i Jaromíra Nohavicy.
Piosenka „Cieszyńska” w wykonaniu Artura Andrusa 22 maja 2009 zadebiutowała w 1425 notowaniu Listy Przebojów Programu Trzeciego Polskiego Radia. Dwukrotnie zajmowała na niej miejsce trzecie, a przez dziesięć kolejnych tygodni utrzymywała się w pierwszej dziesiątce najpopularniejszych utworów.
Premiera koncertu Świat według Nohavicy odbyła się 11 maja 2009 w Teatrze Muzycznym „Roma” w Warszawie. 15 listopada 2010 ukazał się dwupłytowy album Świat według Nohavicy live (DVD i CD). Jest to zapis koncertu galowego XXXVI Ogólnopolskich Spotkań Zamkowych „Śpiewajmy Poezję”, który odbył się 4 lipca 2009 w Olsztynie. Telewizja Polska nadała godzinną relację z koncertu na kanałach TVP2 (12 lipca) oraz TVP Polonia (4 sierpnia).

## Lista utworów
Autorem zarówno oryginalnego tekstu, jak i muzyki jest Jaromír Nohavica. Współautorem oryginalnego tekstu piosenki Až to se mnou sekne (tu numer 12 na I płycie) jest Pavel Dobeš. Współautorem muzyki do utworu Mikymauz jest Karel Plíhal.

### CD 1
| 1 .  | „Dokąd się śpiewa” (Dokud se zpívá) – Antoni Muracki, Jakub Muracki, Elżbieta Wojnowska przekład: Antoni Muracki | 2:44  |
|      | |       |
| 2 .  | „Cieszyńska” (Těšínská) – Artur Andrus przekład: Antoni Muracki                                                  | 3:04  |
|      | |       |
| 3 .  | „Starszy pan” (Starý muž) – Zbigniew Zamachowski przekład: Antoni Muracki                                        | 2:20  |
|      | |       |
| 4 .  | „Idą po mnie” (Jdou po mě jdou) – Andrzej Sikorowski przekład: Leszek Berger                                     | 3:02  |
|      | |       |
| 5 .  | „Petersburg” (Petěrburg) – Andrzej Ozga przekład: Antoni Muracki                                                 | 2:47  |
|      | |       |
| 6 .  | „Sarajewo” (Sarajevo) – Edyta Geppert przekład: Antoni Muracki                                                   | 3:35  |
|      | |       |
| 7 .  | „Na schodkach fontanny” (Na zídce staré kašny) – Antoni Muracki przekład: Antoni Muracki                         | 2:59  |
|      | |       |
| 8 .  | „Robinson” (Robinson) – Grażyna Kulawik i Wolna Grupa Bukowina przekład: Renata Putzlacher                       | 2:48  |
|      | |       |
| 9 .  | „Pijcie wodę” (Pijte vodu) – Iga Janowiak, Antoni Muracki, Andrzej Ozga przekład: Antoni Muracki                 | 2:48  |
|      | |       |
| 10 . | „Pochód zdechlaków” (Pochod marodů) – Paweł Orkisz przekład: Antoni Muracki                                      | 2:57  |
|      | |       |
| 11 . | „Myszka Miki” (Mikymauz) – Mirosław Czyżykiewicz przekład: Antoni Muracki                                        | 3:29  |
|      | |       |
| 13 . | „Gdy odwalę kitę” (Až to se mnou sekne) – Jaromír Nohavica przekład: Antoni Muracki                              | 3:34  |
|      | |       |
| 13 . | „Margita” (Margita) – Michał Łanuszka przekład: Antoni Muracki                                                   | 3:06  |
|      | |       |
| 14 . | „Gdy jutro skoro świt” (Zítra ráno v pět) – Antoni Muracki przekład: Antoni Muracki                              | 2:40  |
|      | |       |
| 15 . | „Niczym jeleń” (Jako jelen když vodu chce pít) – Elżbieta Wojnowska przekład: Antoni Muracki                     | 4:45  |
|      | |       |
|      | | 46:38 |
|      | |       |

### CD 2
| 1 .  | „Pastuch” (Hlídač krav) – Aleksandra Muracka, Jakub Muracki, Antoni Muracki przekład: Antoni Muracki                    | 3:25  |
|      | |       |
| 2 .  | „Sylwetka” (Silueta) – Paweł Orkisz przekład: Antoni Muracki                                                            | 1:58  |
|      | |       |
| 3 .  | „Czego nie mam” (To co nemám nemůžu ti dát) – Elżbieta Wojnowska przekład: Antoni Muracki                               | 3:09  |
|      | |       |
| 4 .  | „Na stacji Jerzego z Podebrad” (Stanice Jiřího z Poděbrad) – Zbigniew Zamachowski przekład: Antoni Muracki              | 2:35  |
|      | |       |
| 5 .  | „Zaślubieni” (Svatební) – Antoni Muracki przekład: Antoni Muracki                                                       | 3:07  |
|      | |       |
| 6 .  | „Koszulka” (Košilka) – Michał Łanuszka przekład: Antoni Muracki                                                         | 3:02  |
|      | |       |
| 7 .  | „Przyjaciel” (Přítel) – Andrzej Sikorowski przekład: Antoni Muracki                                                     | 3:35  |
|      | |       |
| 8 .  | „Panie Prezydencie” (Pane prezidente) – Krzysztof Daukszewicz przekład: Krzysztof Daukszewicz                           | 4:18  |
|      | |       |
| 9 .  | „Futbol” (Fotbal) – Andrzej Ozga przekład: Antoni Muracki                                                               | 3:02  |
|      | |       |
| 10 . | „Niczym długa cienka struna” (Dlouhá tenká struna) – Wacław Juszczyszyn i Wolna Grupa Bukowina przekład: Antoni Muracki | 2:54  |
|      | |       |
| 11 . | „Darmodziej” (Darmoděj) – Stanisław Sojka przekład: Antoni Muracki                                                      | 4:23  |
|      | |       |
| 12 . | „Moja mała wojna” (Moje malá válka) – Antoni Muracki przekład: Antoni Muracki                                           | 4:08  |
|      | |       |
| 13 . | „Plebs blues” (Plebs blues) – Mirosław Czyżykiewicz przekład: Antoni Muracki                                            | 3:13  |
|      | |       |
| 14 . | „Kometa” (Kometa) – Stefan Brzozowski przekład: Andrzej Ozga                                                            | 3:38  |
|      | |       |
| 15 . | „Mam ledwie bliznę” (Mám jizvu na rtu) – Tadeusz Woźniak przekład: Antoni Muracki                                       | 3:35  |
|      | |       |
| 16 . | „Anioł stróż” (Anděl strážný) – Elżbieta Wojnowska przekład: Antoni Muracki                                             | 1:49  |
|      | |       |
|      | | 51:51 |
|      | |       |

## Lista wykonawców
W nagraniach oprócz Jaromíra Nohavicy i Antoniego Murackiego na płycie wystąpili:

- Artur Andrus,
- Stefan Brzozowski,
- Mirosław Czyżykiewicz,
- Krzysztof Daukszewicz,
- Edyta Geppert,
- Iga Janowiak,
- Michał Łanuszka,
- Aleksandra Muracka,
- Jakub Muracki,
- Paweł Orkisz,
- Andrzej Ozga,
- Andrzej Sikorowski,
- Stanisław Sojka,
- Elżbieta Wojnowska,
- Wolna Grupa Bukowina,
- Tadeusz Woźniak,
- Zbigniew Zamachowski